# Soňa Nováková-Dosoudilová
Soňa Nováková-Dosoudilová (Olomouc, 6 oktober 1975) is een voormalig, Tsjechisch volleyballer en beachvolleyballer. In deze laatste discipline werd ze met Eva Celbová tweemaal Europees kampioen, won ze een bronzen medaille bij de wereldkampioenschappen en nam ze deel aan twee opeenvolgende Olympische Spelen.

## Carrière

### Zaal
In de zaal speelde Nováková als spelverdeler. In het seizoen 1999/2000 kwam ze uit voor Královo Pole in Brno. Vervolgens verruilde ze Tsjechië voor Oostenrijk waar ze bij Telekmom Post Wenen speelde en met wie ze in 2005 en 2006 de nationale titel won. Tussen 2007 en 2009 speelde ze in Griekenland, waarna ze in 2009 terugkeerde naar Tsjechië. Daar kwam ze onder meer uit voor VK Prostějov – met wie ze in 2010 Tsjechisch kampioen werd – en PVK Přerov.

### Beach

#### 1996 tot en met 2001
Nováková speelde het grootste deel van haar beachvolleybalcarrière samen met Eva Celbová. Het tweetal debuteerde in 1996 in Oostende in de FIVB World Tour en won datzelfde jaar de Europese titel in Pescara ten koste van de Duitsers Beate Bühler en Danja Müsch. Het daaropvolgende seizoen namen ze deel aan vijf reguliere FIVB-toernooien met twee vijfde plaatsen (Pescara en Osaka) als beste resultaat. In augustus won het duo verder de bronzen medaille bij de EK in Riccione en in september deden ze mee aan de eerste wereldkampioenschappen beachvolleybal in Los Angeles. Daar bereikten ze de achtste finale die verloren werd van het Braziliaanse duo Adriana Behar en Shelda Bede. In 1998 speelden ze zes wedstrijden in de World Tour, waaronder het beachvolleybaltoernooi van de Goodwill Games in New York waar ze als zevende eindigden. In Rodos wonnen Nováková en Celbová opnieuw de Europese titel door de Nederlandse zussen Rebekka Kadijk en Debora Schoon-Kadijk in de finale te verslaan.
Het jaar daarop deden ze mee aan zes reguliere toernooien in de World Tour met een vijfde plaats in Salvador als beste resultaat. Bij de WK in Marseille verloor het duo in de eerste ronde van de Japanners Yukiko Takahashi en Mika Saiki waarna ze in de tweede herkansingsronde definitief werden uitgeschakeld door Behar en Bede. In Palma de Mallorca behaalden Celbová en Nováková bij de EK de bronzen medaille nadat ze de troostfinale hadden gewonnen van het Duitse tweetal Ulrike Schmidt en Gudi Staub. In 2000 speelde het duo in aanloop naar de Spelen vijf wedstrijden op het mondiale niveau. In Sydney bereikten ze bij het olympisch beachvolleybaltoernooi de achtste finale waar Takahashi en Saiki te sterk waren. Bij de EK in Getxo eindigde het duo op plaats vier nadat de wedstrijd om het brons verloren werd van Kadijk en Schoon-Kadijk. Daarnaast speelde Nováková twee wedstrijden in de World Tour met Lucie Růžková. Het seizoen daarop deden Nováková en Celbová mee aan vijf reguliere FIVB-toernooien met een vierde plaats in Gran Canaria als beste resultaat. Bij de WK in Klagenfurt wonnen ze ten koste van het Amerikaanse tweetal Elaine Youngs en Barbra Fontana de bronzen medaille. Bij de EK in Jesolo eindigden ze als vijfde en bij de Goodwill Games in Brisbane als dertiende. Daarnaast speelde Nováková in de World Tour een toernooi in Osaka met Tereza Tobiášová.

#### 2002 tot en met 2015
In 2002 namen Nováková en Celbová deel aan zeven toernooien in het mondiale circuit. Ze behaalden daarbij onder meer een vierde (Mallorca) en twee vijfde plaatsen (Madrid en Marseille). In Bazel won het duo ten koste van de Bulgaarse zussen Lina en Petja Jantsjoelova de bronzen medaille bij het EK. Het daaropvolgende seizoen kwamen ze bij de EK in Alanya niet verder dan de achtste finale die verloren ging tegen de Nederlanders Rebekka Kadijk en Marrit Leenstra. In de World Tour speelde het duo negen reguliere wedstrijden en bereikte daarbij viermaal de kwartfinales; in Bali eindigden ze bovendien op de derde plaats. Nováková en Celbová sloten het seizoen af met een negende plaats bij de WK in Rio de Janeiro nadat ze in de achtste finale werden uitgeschakeld door de latere kampioenen Kerri Walsh en Misty May. In 2004 deed het tweetal aan tien FIVB-toernooien mee met twee derde plaatsen (Mallorca en Milaan) als beste resultaat. Bij de EK in Timmendorfer Strand in eindigden ze als vierde nadat ze de troostfinale verloren hadden van het Italiaanse duo Daniela Gattelli en Lucilla Perrotta. In Athene strandde het duo bij de Olympische Spelen in de achtste finale tegen het Amerikaanse team Elaine Youngs en Holly McPeak. Het jaar daarop namen Nováková en Celbová beide een pauze van het beachvolleybal om moeder te worden.
In 2006 speelde het duo twee wedstrijden met elkaar in de World Tour, waarna het uit elkaar ging. Het daaropvolgende seizoen deed ze met Petra Novotná mee aan de EK in Valencia waar ze in de herkansing werden uitgeschakeld door het Duitse duo Katrin Holtwick en Ilka Semmler. Voor de Olympische Spelen in Peking wilden Nováková en Celbová hun samenwerking hervatten, maar een langdurige knieblessure bij Celbová verhinderde dit plan. In 2008 was Nováková met Tobiášová actief op twee FIVB-toernooien, waarbij ze een vierde en vijfde plaats behaalden in respectievelijk Mysłowice en Klagenfurt. Het jaar daarop vormde ze een team met Lenka Háječková. Het duo bereikte de achtste finale van de WK in Stavanger, waar het werd uitgeschakeld door de Oostenrijkse zussen Doris en Stephanie Schwaiger. Na afloop eindigden ze als vierde bij het FIVB-toernooi in Den Haag. Van 2010 tot en met 2011 speelde Nováková opnieuw samen met Tobiášová. Het eerste jaar kwamen ze bij vier toernooien in de World Tour niet verder dan een zeventiende plaats in Klagenfurt en het tweede jaar was driemaal plaats een-en-veertig het beste resultaat. Bij de WK in Rome bereikten ze desalniettemin de zestiende finale waar ze werden uitgeschakeld door het Braziliaanse duo Talita Antunes da Rocha en Maria Antonelli. Vervolgens was ze twee jaar niet actief in de World Tour. In 2014 deed ze met Karolína Řeháčková mee aan het Open-toernooi in Praag en in 2015 speelde ze met Háječková haar laatste twee wedstrijden in de mondiale competitie.

## Palmares

### Zaal
- 2005: Oostenrijks kampioen
- 2006: Oostenrijks kampioen
- 2010: Tsjechisch kampioen

### Beach
Kampioenschappen
- 1996:  EK
- 1997:  EK
- 1997: 9e WK
- 1998:  EK
- 1999:  EK
- 2000: 9e OS
- 2001:  WK
- 2002:  EK
- 2003: 9e WK
- 2004: 9e OS

FIVB World Tour
- 2003:  Bali Open
- 2004:  Mallorca Open
- 2004:  Milaan Open